# 笹原尚季
笹原 尚季（ささはら なおき、2004年7月25日 - ）は、日本の俳優である。

## 人物
アクション俳優を志し芸能界へ。幼少期よりモデルとして活躍、後に俳優業に進出。モンドラナエンタテインメントを経て、ギュラマネジメントに所属。

## 出演

### 映画
- melody of skin（2010年）主演
- 猿ロック（2010年）
- 短編映画　小さな思い出 〜Un petit souvenir〜（2013年）主演
- 虎狼の大義（2013年）山崎トオル 役
- 短編映画　ロッカールーム -Go Hard or Go Home- Chapter 2（2014年）リョウ（少年時代） 役

### テレビドラマ
- 名前をなくした女神（2011年、フジテレビ）岸本涼羽 役
- 美男ですね 第1話（2011年、TBS）青空学園の子ども 役
- 七人の敵がいる 〜ママたちのPTA奮闘記〜（2012年、フジテレビ）山田陽介 役
- 息もできない夏（2012年、フジテレビ）片岡直人 役
- ドクターX 〜外科医・大門未知子〜（2012年、テレビ朝日）毒島隆之介の孫 役
- 八重の桜（2013年、NHK総合）竹村幸之進（幼少）役
- 泣くな、はらちゃん 第7話（2013年、日本テレビ）翔太 役
- ラスト♡シンデレラ（2013年、フジテレビ）武内翔 役
- リアル鬼ごっこ THE ORIGIN 第10話・第11話（2013年6月、テレ玉・チバテレ・tvk）佐藤翼（幼少）役
- 木曜時代劇 あさきゆめみし〜八百屋お七異聞〜（2013年、NHK総合）金坊 役
- 金曜プレステージ ヤバい検事 矢場健〜ヤバケンの暴走捜査〜（2014年、フジテレビ）翔太 役
- アイドル×戦士ミラクルちゅーんず!（2017年 - 2018年、テレビ東京）芹沢ユンタ 役

### CM
- ジョイフル
- タカラトミー、プラレール トーマス
- 大塚製薬、オロナミンC「仮面ライダーディケイド篇」
- ぎょうざの満洲
- バンダイナムコ、タンクタンクタンク シネアド
- 三菱電機、ユニ&エコ
- ハウス食品、フルーチェ「ひとりでできたよ 篇」
- 小田急電鉄、小田急ロマンスカー
- takagi、浄水器 みず工房
- takagi、浄水器 みず工房 「清浄水は、思いやり。篇」
- takagi、浄水器 みず工房 「散水器は、ふれあい。篇」
- takagi、浄水器 みず工房 「二人で交換 篇」
- takagi、浄水器 みず工房 「見られてた 篇」
- takagi、浄水器 みず工房 「ガーデンクーラー外でも涼しい 篇」
- takagi、浄水器 みず工房 「AURORA NANO　どこでも篇」
- エポック社、モンスターバーガー
- エポック社、ゆらゆらケーキパーティー
- 花王、ワイドハイター exパワー
- 農林水産省、おうえんごはん　幸子と新米キッズ
- ハッピー フィート2 踊るペンギンレスキュー隊」、映画予告（2011年）ペンギンの声 役
- マクドナルド、ハッピーセット たまごっち
- ベネッセ、進研ゼミ小学講座 チャレンジ1ねんせい「しりとり通信 篇」
- ベネッセ、進研ゼミ小学講座 チャレンジ1ねんせい「カタカナ応用 篇」
- at Anytime「Close To You」MV
- クリス・ハート「デビュー・シングル home」MV
- AAA「Love」（2014年2月26日）MV
- 小田急不動産、リーフィア スチール

### インターネットテレビ

#### ドラマ
- ダイハツ、新ムーヴスピンオフムービー「今日もまた、スマアシの夢を見てしまった」第6話「検事・八嶋智人 篇」（フジテレビ無料動画）

### ネット配信
- ソニー、ブラビア

### オリジナルビデオ
- アンパンマン
- ベネッセ

### バラエティ
- それいけ!アンパンマンくらぶ（BS日テレ）
- シャキーン!ザ・ナイト（NHK教育テレビ）
- Let's天才てれびくん（2014年3月31日 - 2016年3月31日、NHK Eテレ） - てれび戦士